# Sierra del Diablo
La sierra del Diablo (también denominada Devil's Mountains, Black Range o Sierra Diablo) es una alineación montañosa de origen ígneo que va de norte a sur en los condados de Sierra y Grant en el centro-oeste del estado de Nuevo México.  Su risco central hace parte del en su lado occidental y oriental de gran parte de la frontera de ambos condados.  La sierra cuenta con 88 km de longitud de norte a sur y hasta 29 km de ancho.  Su punto más alto es el monte McKnight con 3,098 m de altitud. La sierra del Diablo se ubica casi en su totalidad dentro del bosque nacional de Gila. El río de los Mimbres nace de las nieves de esta sierra. La sierra de los Mimbres, la parte más austral de la sierra, son generalmente incluidas dentro de la sierra del Diablo.
El acceso de la sierra se hace principalmente desde la autopista 152 de Nuevo México, la cual atraviesa la sierra del Diablo en su vía al pequeño poblado de Kingston al este hacia el igualmente pequeño poblado de San Lorenzo por el oeste.  

## Historia
La parte sur de la sierra del Diablo también es denominada Sierra de los Mimbres y fueron habitadas por el pueblo amerindio de los Mogollones, cultura que tuvo su punto más importante hacia el 1000 C.E. y finalizó hacia el 1150 C.E. Their most famous site is the Gila Cliff Dwellings.